# 7390 Kundera
7390 Kundera è un asteroide della fascia principale. Scoperto nel 1983, presenta un'orbita caratterizzata da un semiasse maggiore pari a 2,5431260 UA e da un'eccentricità di 0,2083618, inclinata di 13,89747° rispetto all'eclittica.